# Гравілат

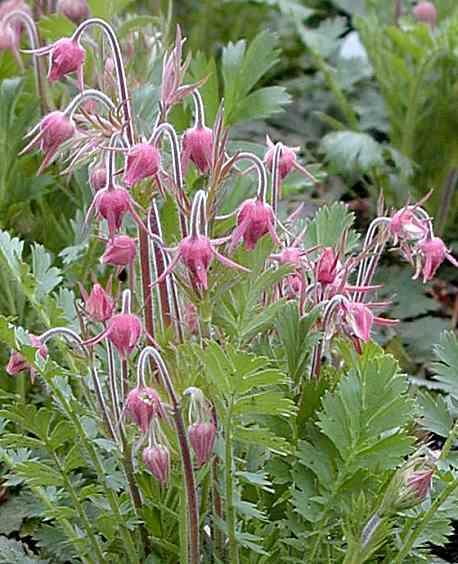
Geum triflorum

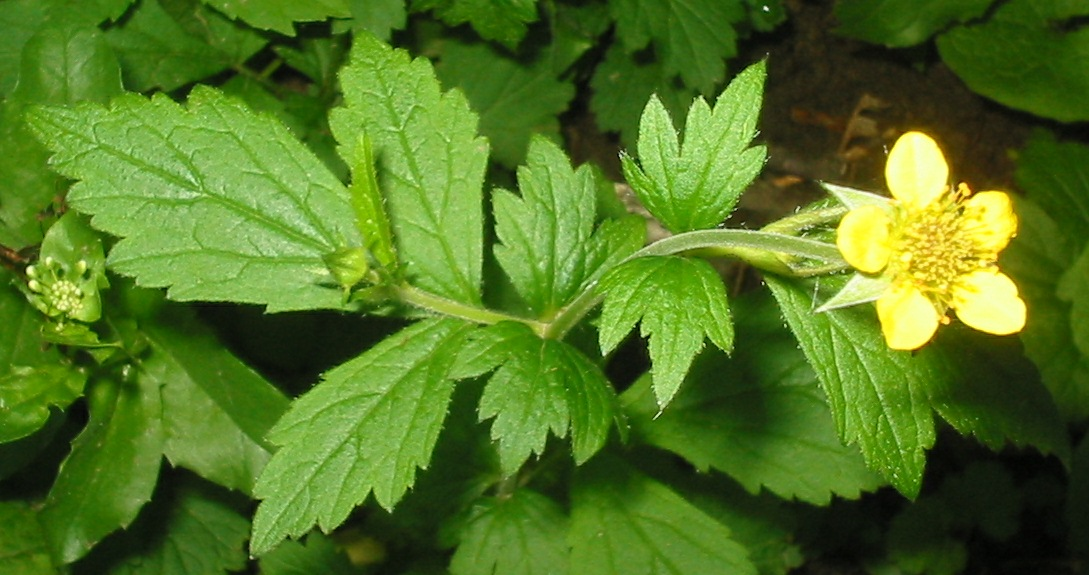
Geum urbanum

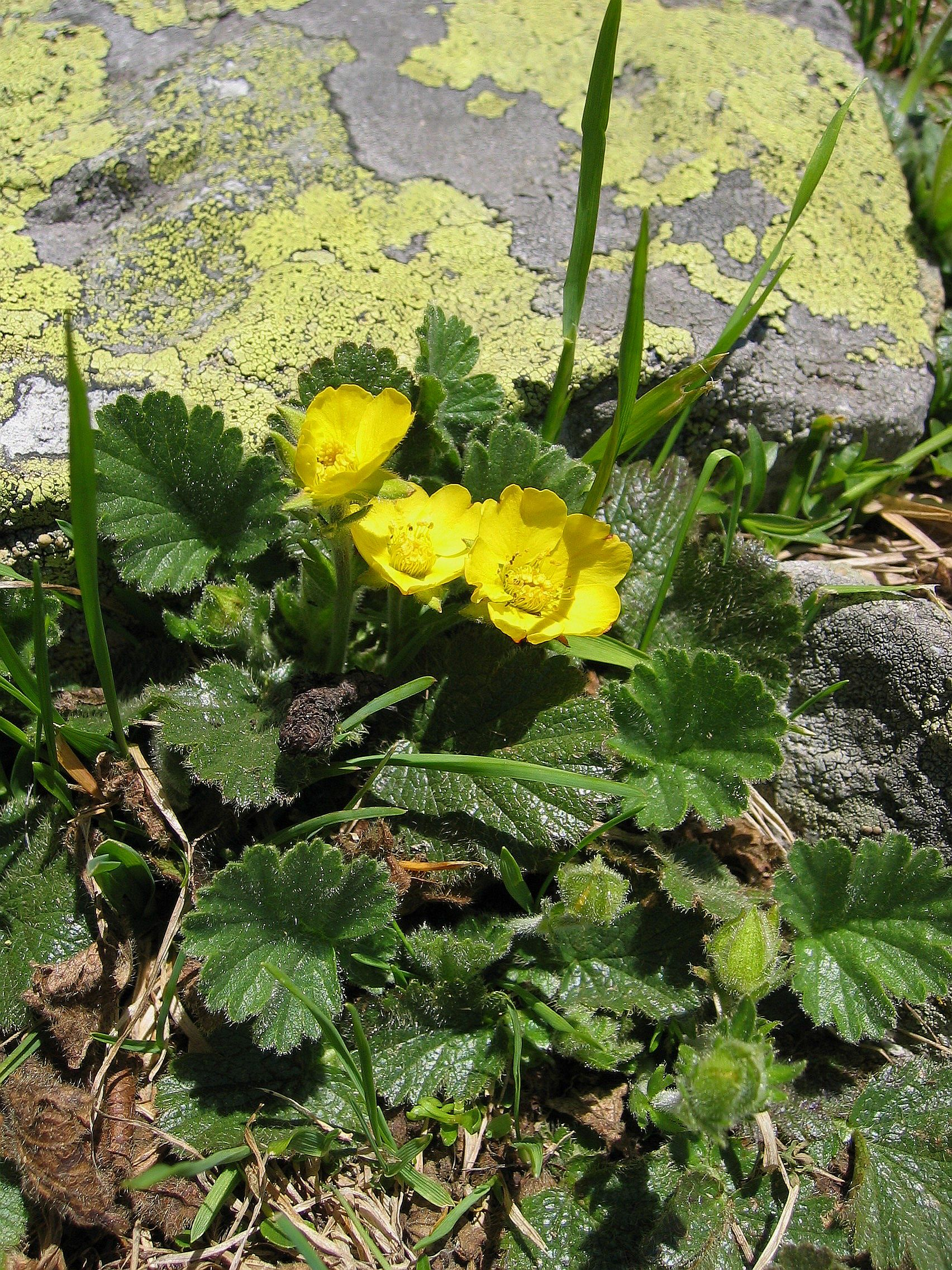
Geum montanum

Гребі́нник, або гравілат (Geum) — рід багаторічних рослин родини розові (Rosaceae), зустрічається на всіх континентах, крім Антарктиди. Гравілат яскраво-червоний (Geum coccineum) та ряд інших видів розводять як декоративні рослини.

## Ботанічний опис
Багаторічні лучні, рідше лісові рослини.
Прикореневі листки великі, перисто-лопатеві або перисто-розсічені; стеблові — майже сидячі, здебільшого тричі надрізані; верхівкові — маленькі, цілісні.
Квітки жовті, білі, рожеві, червоні або помаранчеві, широко розкриті, зібрані по 3-10 штук у зонтичні або волотисті суцвіття. Чашечка та віночок вільні, п'ятичленні. Запилюється комахами.
Насіння з хвостиком, загнутим гачком на кінці, легко відпадають від суплідь.
Цвіте в кінці весни — початку літа.

## Поширення і екологія
Поширені у помірному поясі на всіх континентах, окрім Антарктиди.
У культурі розмножуються поділом кущів або насінням.
До ґрунтів невибагливі, однак погано розвиваються на вологих та закислених.

## Хімічний склад рослинної сировини
Кореневища гребінника містять дубильні речовини.

## Практичне використання
Корені містять ефірну олію, що надає їм ароматичної гіркоти, що схоже на гвоздику. Корені викопують напровесні до початку цвітіння, сушать лише на повітрі, оскільки при термічній сушці ефірна олія випаровується. Через це зберігають коріння гравілату також у герметично закритих посудинах.  
Порошок гребінника вживається як пряна приправа до страв, соусів, підлив, ароматизації алкогольних напоїв. 
З цього кореня женуть «гвоздикову воду».

### Види
Рід налічує близько 50 видів, деякі з них:
- Geum aleppicum Jacq. — Гребінник прямий
- Geum ×borisii Kellerer(інші мови) ex Sünd.(інші мови)
- Geum bulgaricum Pančić
- Geum calthifolium Menzies ex Sm.
- Geum canadense Jacq.
- Geum coccineum Sm.
- Geum geniculatum Michx.
- Geum glaciale Adams ex Fisch.
- Geum heldreichii
- Geum × intermedium Ehrh.
- Geum japonicum Thunb.
- Geum laciniatum Murray
- Geum latilobum
- Geum macrophyllum Willd.
- Geum magellanicum
- Geum molle Vis. & Pančić
- Geum montanum L. — Гребінник гірський
- Geum peckii Pursh
- Geum pentapetalum (L.) Makino
- Geum pyrenaicum Mill.
- Geum quellyon Sweet
- Geum radiatum Michx.
- Geum reptans L.
- Geum rhodophaeum Stoj. & Stef.(інші мови)
- Geum rivale L. — Гребінник прибережний
- Geum rossii (R.Br.) Ser.
- Geum triflorum Pursh
- Geum urbanum L. — Гребінник звичайний
- Geum vernum (Raf.) Torr. & A.Gray
- Geum virginianum L.
- Geum virginicum